# هيرو فينيس تيفين
هيرو برغارد فولكنر فينيس تيفين (بالإنجليزية: Hero Beauregard Faulkner Fiennes Tiffin)‏ هو ممثل وعارض أزياء إنجليزي ولد في يوم 6 نوفمبر 1997 في مدينة لندن. بدأ التمثيل في سنة 2008. واشتهر بتمثيله في فيلم هاري بوتر والأمير الهجين في سنة 2009. والدته هي المخرجة مارثا فاينس وخاليه هم الممثلين رالف فاينس وجوزيف فاينس.